# David Vyssoki
David Vyssoki (* 22. Juni 1948 in Czernowitz, gestorben 5. Juni 2021 in Wien) war ein österreichischer Facharzt für Psychiatrie und Neurologie. Er war 1994 Mitbegründer und bis 2011 Primar der psychosozialen Ambulanz ESRA (Wien). Er verstarb in Wien am 5. Juni 2021.

## Leben
David Vyssoki wuchs in Czernowitz auf, sein Vater war Nathan Vyssoki und seine Mutter Raja Vyssoki (geb. Muzicant). Nach dem Tod seiner Eltern kam er 1962 zu seinem Onkel Gersh Muzicant nach Wien. Nach Abschluss des Medizinstudiums absolvierte er von 1978 bis 1985 in Linz, London und Rom seine Facharztausbildung für Psychiatrie und Neurologie. Danach war er zuerst acht Jahre als Oberarzt im Otto-Wagner-Spital tätig, anschließend für ein Jahr im Sozialmedizinischen Zentrum Ost – Donauspital. 1994 war er Mitbegründer und ärztlicher Leiter des Psychosozialen Zentrums ESRA in Wien. Schwerpunkt seiner Arbeit stellte die psychosoziale Betreuung von Überlebenden der NS-Verfolgung sowie deren Nachkommen dar, welche großteils unter einer Posttraumatischen Belastungsstörung litten und leiden. David Vyssoki beendete 2011 seine Tätigkeit bei ESRA. Er lebt in Wien, arbeitet als Psychotherapeut und hat zwei Söhne.

## Wirken
Neben seiner Arbeit im Bereich der Posttraumatischen Belastungsstörung und der Gründung von ESRA arbeitet David Vyssoki auch als gerichtlicher Gutachter für Neurologie, Psychiatrie, Psychotherapeutische Medizin und ist seit 1995 Mitglied der Ethikkommission der Stadt Wien. Für seine Leistungen wurde er 2013 mit dem Goldenen Verdienstzeichens der Republik Österreich ausgezeichnet.
Er ist ebenfalls Mitbegründer und Sprecher der Arbeitsgemeinschaft „Psychotraumatologie“ der „Österreichischen Gesellschaft für Psychiatrie und Psychotherapie“.
1991 spielte er den Psychiater Dr. Olschitzky im vierten Teil von Dieter Berners TV-Filmreihe Die Arbeitersaga.

## Publikationen
- Alexander Friedmann, Elvira Glück, David Vyssoki (Hrsg.): Überleben der Shoah – und danach. Spätfolgen der Verfolgung aus wissenschaftlicher Sicht. Picus-Verlag, Wien 1999, ISBN 3-85452-426-9.
- Alexander Friedmann, Peter Hofmann, Brigitte Lueger-Schuster, Maria Steinbauer, David Vyssoki (Hrsg.): Psychotrauma. Die Posttraumatische Belastungsstörung. Verlag Springer, Wien 2004, ISBN 3-211-83882-1.
- gem. mit Alexander Schürmann-Emanuely, Katrin Draxl, Wilhelmine Schneebauer: Child Survivors der NS-Verfolgung in Österreich nach 1945 – Mental Health Promotion bei schwerst traumatisierten Menschen. Eine Studie zur Erhebung von ressoucenstärkenden Bewältigungsstrategien. Hrsg. von der Psychosozialen Ambulanz ESRA, Wien 2008
- gem. mit Alexander Emanuely: Verdrängte Erinnerung und mangelnder Social Support. In: H. Belndorfer, S. Bolbecher, P. Roessler und H. Staud (Hg.): Zwischenwelt 12: Subjekt des Erinnerns? Wien, Klagenfurt/Celovec 2012.